# Tarab Abd al-Hadi
Tarab Abd al-Hadi (àrab: طرب عبد الهادي, Ṭarab ʿAbd al-Hānī) (Jenin o Nablus, 1910 - el Caire, 1976) va ser una feminista i activista nacionalista palestina durant el Mandat Britànic. Va participar en el Congrés de Dones Àrabs Palestines celebrat el 1929 i va ser membre del Comitè Executiu de l'Associació de Dones Àrabs de Palestina.

## Biografia
Tarab Abd al-Hadi va néixer a Nablus el 1910. Pertanyia a una de les famílies de l'elit palestina i estava casada amb Awni Abd al-Hadi, un destacat líder del moviment nacionalista. Com moltes de les dones que van participar en el moviment a favor de la millora de la situació femenina i en la lluita nacionalista en aquesta època, era d'una família de membres de l'Alt Comitè Àrab, organisme encarregat de coordinar l'acció política contra el govern britànic i la constant immigració jueva que fomentava.
Es va dedicar a l'activisme durant l'època del Mandat (1922-1948). El 1929 va organitzar, juntament amb la cristiana Matiel Mogannam, el Congrés de Dones Àrabs Palestines, que es va celebrar a casa seva. Les assistents van aprovar la creació d'un Comitè Executiu amb l'objectiu d'organitzar el moviment de dones a Palestina. Durant la trobada, es va decidir que una delegació de dones, entre les quals es trobava Abd al-Hadi, es presentés davant l'Alt Comissari Britànic, John Chancellor, per protestar contra la Declaració Balfour, la immigració sionista, l'Ordenança de Càstig Col·lectiu i el maltractament als presoners polítics. Arran d'aquest Congrés, aquest mateix any es va fundar l'Associació de Dones Àrabs de Palestina (جمعيةالنساءالعربيات), de la qual Tarab en va ser membre.

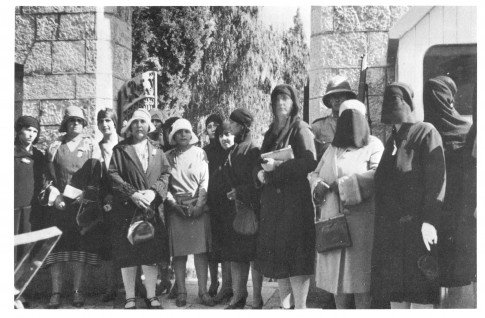
Fotografia de la delegació del Congrés de Dones Àrabs Palestines després de la reunió amb l'Alt Comissari Britànic a l'octubre de 1929

El 1933, amb motiu de la visita del General Allenby a Palestina, les dones van participar en una marxa als llocs sants de la ciutat de Jerusalem per protestar contra la contínua immigració jueva. Matiel Mogannam, cristiana, va pronunciar un discurs davant la mesquita d'Omar, i Tarab Abd al-Hadi, musulmana, va fer el mateix a l'Església del Sant Sepulcre, davant la tomba de Crist. Que ambdues dones pronunciessin el seu discurs en els llocs sagrats de la religió contrària, mostra la bona relació que existia entre les dues comunitats religioses:
| «                   | Les dones àrabs demanen al Senyor Allenby que recordi això i que l'hi expliqui al seu govern. Les mares, filles, germanes de les víctimes àrabs estan reunides aquí perquè el món sigui testimoni de la traïció dels anglesos. Volem que tots els àrabs recordin que els britànics són la causa del nostre patiment i que han d'aprendre la lliçó. | » |
| — Tarab Abd al-Hadi | |   |

Durant la dècada de 1930, Abd al-Hadi va ser molt activa també en la campanya contra l'ús de el vel. Va participar en la Conferència de Dones d'Orient celebrada en el Caire el 1938. En aquesta trobada, liderada per la feminista egípcia Huda Sha'arawi, es va debatre sobre la situació de Palestina. El 1944 va assistir a la Conferència de Dones Àrabs, celebrada també al Caire, on es van tractar qüestions de gènere que concernien a les dones àrabs en general. En aquesta primera etapa del moviment de dones palestines, era habitual que les dones casades fossin més visibles, posseïssin càrrecs de responsabilitat, signessin documents oficials o fessin discursos provocatius, com el cas de Tarab a l'Església del Sant Sepulcre.
Els primers anys de la dècada de 1940 van ser una època de certa calma i estabilitat a Palestina, encara que aquest període va durar poc i l'augment d'immigració jueva per la persecució nazi durant la Segona Guerra Mundial va tornar a acréixer la tensió entre àrabs i jueus. A més, el moviment nacionalista palestí estava desunit a causa de conflictes interns i no va saber donar una resposta coordinada a aquesta situació. Després de l'esclat de la guerra i la proclamació de l'Estat d'Israel el 1948, Tarab al-Hadi es va exiliar amb el seu marit al Caire, on va morir el 1976.